# Ana das Carrancas
Ana Leopoldina dos Santos (Santa Filomena, distrito de Ouricuri, 18 de fevereiro de 1923 - Petrolina, 1 de outubro de 2008 (85 anos), mais conhecida como Ana das Carrancas, foi uma importante artesã ceramista de Pernambuco.

## Biografia
Dama do Coração de Barro, Ana louceira, “dama do barro”, Ana das Carrancas, muitos foram os títulos atribuídos a Ana Leopoldina dos Santos. Pernambucana do sertão de Santa Filomena, que na época era distrito de Ouricuri, Ana sempre teve no barro o seu instrumento de trabalho e de expressão artística. Filha de artesã, desde os sete anos já ajudava a mãe na produção de brinquedos de barro que eram vendidos na feira. Anos depois, jovem viúva e com duas filhas, tornou-se famosa pela produção de panelas e outros utensílios de cerâmica.
Mas é no segundo casamento, com José Vicente, que sua história se transforma. Na busca por melhores condições de vida, Ana das Carrancas muda-se para Petrolina e pede ajuda aos santos para que iluminem sua vida e a ajudem a encontrar uma solução para sua condição humilde. No dia seguinte, às margens do rio São Francisco, observando as embarcações que
navegam em suas águas, Ana percebe a imponência das carrancas, esculturas de madeira representando criaturas míticas que são colocadas nas proas dos barcos para espantar os maus espíritos do rio. Inspirada, ali mesmo produz sua primeira carranca de barro. O sucesso é tamanho que exige a formação de uma equipe para produção em larga escala.
A família da artesã a apóia, e Ana imprime sua identidade no barro, materializando as carrancas, através de um processo longo de produção. O mais curioso é que todas as suas peças possuem os olhos vazados, como uma homenagem ao seu marido, deficiente visual. A obra peculiar da artista ganha reconhecimento nacional e internacional e se espalha pelas feiras e exposições pelo país, conquistando também admiradores europeus.
Em 2006, Ana das Carrancas recebe o título de Patrimônio Vivo de Pernambuco. Dois anos mais tarde, morreu aos 85 anos, tendo transmitido seus conhecimentos a suas filhas que dão continuidade à marca da “dama do barro”.
Dentre suas célebres frases marcantes está a famosa : " O barro é a minha vida, eu me sinto realizada com meu barro", frase divulgada pelo dentista e jornalista Luciano Quadros,  que segundo a Rolling Stone 2012 é uma das frases de maior impacto do século XX.
Mas onde Ana ficou realmente imortalizada foi no Filme Curta Metragem Documental "Carrancas do São Francisco" do Cineasta e Diretor Brasileiro André Fuly no ano 2000, onde conta as histórias e lendas do "Velho Chico" como é carinhosamente chamado o Rio Sâo Francisco. O filme trás as histórias de três personagens artistas carranqueiros, com destaque para Ana das Carrancas, com entrevistas e depoimentos exclusivos da artista.
Link do Filme: FulyFilme